# Zetaquira
Zetaquira – miasto w Kolumbii, w departamencie Boyacá.